# Aéroport international de Tocumen
L'aéroport international de Tocumen (code IATA : PTY • code OACI : MPTO) est le principal aéroport international du Panama. Il est situé à environ 24 km de la ville de Panama. Il sert de plate-forme de correspondance à Copa Airlines, la principale compagnie du Panama.

## Situation
| Ustupu Achutupo Balboa Bocas · del Toro Changuinola Colón Contadora Corazón de Jesús David El Porvenir El Real Garachiné Jaqué Mulatupo Albrook Tocumen Pedasí Playón Chico Puerto Obaldia Sambú Puerto Piña Río Hato Las · Perlas Isla · del Rey |

## Statistiques
Pour des raisons techniques, il est temporairement impossible d'afficher le graphique qui aurait dû être présenté ici.

Voir la requête brute et les sources sur Wikidata.

## Compagnies aériennes
| Compagnies          | Destinations |
| ------------------- | --- |
| Air Canada Rouge    | Toronto (Pearson) |
| Air China           | Pékin-Capitale, Houston-George Bush |
| Air Europa          | Madrid-Barajas |
| Air France          | Paris-Charles de Gaulle |
| American Airlines   | Miami |
| Avianca             | Bogota-El Dorado |
| Avianca Costa Rica  | San José-J. Santamaría |
| Avianca El Salvador | San Salvador-M. O. A. Romero y Galdámez |
| Avior Airlines      | Caracas-Maiquetía |
| Conviasa            | Caracas-Maiquetía, Managua |
| Copa Airlines       | - Armenia-El Edén - Aruba-Reine-Beatrix - Asuncion-S.-Pettirossi - Atlanta H.-Jackson - Bridgetown-Grantley-Adams - Barranquilla-E. Cortissoz - Belize City-P. S. W. Goldson - Belo Horizonte - Bogota-El Dorado - Boston Logan - Brasília - Bucaramanga-Palonegro - Buenos Aires-Ezeiza - Cali-Alfonso-Bonilla-Aragón - Cancún - Caracas-Maiquetía - Carthagène-R. Núñez - Chicago-O'Hare - Chiclayo (es) - Córdoba - Cúcuta - Curaçao - David-E. Malek - Denver - Fort Lauderdale-Hollywood - Georgetown-Cheddi Jagan - Guadalajara-M. Hidalgo y Costilla - Guatemala-La Aurora - Guayaquil-J. J.-Olmedo - La Havane-José Martí - Holguín-F. País - Kingston-N. Manley - Las Vegas-Harry-Reid - Liberia-D.-Oduber - Lima-J. Chávez - Los Angeles - Managua - Manaus - Maracaibo-La Chinita - Medellín-J. M. Córdova - Mendoza-El Plumerillo - Mexico-B. Juárez - Miami - Montego Bay-Donald Sangster - Monterrey-M. Escobedo - Montevideo Carrasco - Montréal (P.-E.-Trudeau) - Nassau L. Pindling - La Nouvelle-Orléans-L. Armstrong - New York-John F. Kennedy - Orlando - Paramaribo-J. A. Pengel - Pereira Matecaña - Port-au-Prince T. Louverture - Porto Alegre - Port-d'Espagne - Piarco - Puerto Vallarta - Punta Cana - Quito-M. Sucre - Recife - Rio de Janeiro/Galeão - Rosario - îles Malouines (en) - Salta - Salvador de Bahia - San Andrés-G. R. Pinilla - San Francisco - San José-J. Santamaría - San Juan - Luis-Muñoz-Marín - San Pedro Sula-R. V. Morales - San Salvador-M. O. A. Romero y Galdámez - Santa Clara-A. Santamaría - Viru Viru - Santiago du Chili-A.-M.-Benítez - Santiago - Cibao - Saint-Domingue Las Américas - São Paulo/Guarulhos - Saint-Martin - Princesse-Juliana - Tampa - Comayagua - Toronto (Pearson) - Valencia A. Michelena - Washington-Dulles |
| Delta Air Lines     | Atlanta H.-Jackson, Los Angeles, New York-John F. Kennedy, Orlando |
| Iberia              | Madrid-Barajas |
| KLM                 | Amsterdam |
| LASER Airlines      | Caracas-Maiquetía |
| Lufthansa           | Francfort |
| Spirit Airlines     | Fort Lauderdale-Hollywood |
| Turkish Airlines    | Istanbul |
| Turpial Airlines    | Valencia A. Michelena |
| United Airlines     | Houston-George Bush, Newark-Liberty |
| Venezolana          | Caracas-Maiquetía, Maracaibo-La Chinita |
| Wingo               | Bogota-El Dorado, Cali-Alfonso-Bonilla-Aragón, Carthagène-R. Núñez, Medellín-J. M. Córdova, San José-J. Santamaría |

Édité le 13/04/2019  Actualisé 06/12/2021